# Heteragrion lencionii
Heteragrion lencionii — вид бабок родини Heteragrionidae. Описаний у 2021 році.

## Поширення
Ендемік Бразилії. Мешкає в атлантичному лісі на сході країни. Типові зразки зібрані в Національному парку Серра-де-Ітабаянау штаті Сержипі.